# Culex digoelensis
Culex digoelensis är en tvåvingeart som beskrevs av Steffen Lambert Brug 1932. Culex digoelensis ingår i släktet Culex och familjen stickmyggor. Inga underarter finns listade i Catalogue of Life.